# Vauxhall 20/60
Der Vauxhall 20/60, auch Vauxhall R-Type, bzw. Vauxhall T-Type, Vauxhall 80, Vauxhall Silent Eighty, ist ein Wagen der oberen Mittelklasse, den Vauxhall Motors von 1927 bis 1933 fertigte. Am 28. September 1927 wurden die vier- oder fünfsitzigen Tourenwagen, Limousinen, Pullman-Limousinen oder Cabriolets mit Sechszylinder-Reihenmotor und Vierganggetriebe vorgestellt. Dies war ein vorsichtiger Versuch von Vauxhall, ein günstigeres Automobil anzubieten: Erstmals kostete ein Sechszylinder-Vauxhall weniger als £ 1000. Der anfänglich angebotene 2,8-Liter-Motor wurde nach zwölf Monaten durch ein auf 2,9 Liter aufgebohrtes Modell ersetzt.
Der am unteren Ende des Luxusmarktes platzierte Wagen mit sechs Zylindern, vier Gängen und Vierradbremsen ersetzte den Vauxhall 14/40 mit vier Zylindern. Der 20/60 hatte zwar einen nur um 465 cm³ vergrößerten Hubraum, aber er wurde steuerlich nicht mehr als 14 hp, sondern als 20 hp eingestuft. Diese Steuererhöhung war deutlich. Die Konstruktion des Wagens war bereits abgeschlossen, als General Motors Ende 1925 Vauxhall übernahm. Somit galt der Wagen als „in Konstruktion und Auslegung britisch“.
Der 20/60, der ab Oktober 1930 eine 3,3-Liter-Maschine erhielt und in „80“, später in „Silent Eighty“ umbenannt wurde, blieb bis zur Einführung von Vauxhalls erstem wirklich großen Wagen, der unter GM-Regie konstruiert wurde, im Programm. Letzterer, der Big Six, wurde im Oktober 1933 angekündigt und vorgestellt, war aber erst ab August 1934 lieferbar, als die ersten unter GM-Regie konstruierten Mittelklassewagen, Typ Cadet, längst auf dem Markt waren.
Diese Lücke im Pkw-Programm von Vauxhall könnte den Misserfolg des sehr teuren Typs 25/70 mit Schiebermotor erklären.
General Motors übernahm Vauxhall am 16. November 1925.

## R-Type und T-Type

### Konstruktion und Details

#### Motor
Der Motor hat einen Hubraum von 2762 cm³ (Bohrung × Hub = 73 mm × 110 mm).
Der gusseiserne Motorblock bildet eine Einheit mit dem Kurbelgehäuse. Die Kurbelwelle ist neunfach gelagert und sorgt für einen weichen Motorlauf, selbst bei hohen Drehzahlen. Die hängenden Ventile haben doppelte Federn und die Kipphebellager werden mit Öl geschmiert, das durch die Kipphebel gedrückt wird.  Der Ventildeckel aus Aluminium ist leicht zu entfernen. Das Kurbelgehäuse hat eine Entlüftung auf der Kappe am Öleinfüllstutzen. Die dreifach gelagerte Nockenwelle und die eingebaute Lichtmaschine werden durch eine Kette angetrieben. Die Zündverstellung ist von Hand. Der Verteiler liegt in der Mitte des Motors.
Ansaugverteiler und Auspuffsammler befinden sich auf der rechten Seite des Motorblocks. Der Ansaugkrümmer wird mit den Auspuffgasen vorgeheizt. Der Motor ist mit einem Luftfilter ausgestattet. Aus dem 64 Liter fassenden Tank im Heck des Fahrzeuges wird das Benzin über einen Autovac-Vorlagetank am Armaturenbrett zum Vergaser transportiert.
Kupplung und Getriebe sind verblockt und an drei Punkten mit dem Chassis verbunden. Der Motorenkonstrukteur war Charles Evelyn King.

#### Kraftübertragung
Die Einscheiben-Trockenkupplung hat ein externes Ausrücklager. Das Getriebe hat einen Mittelschalthebel mit verdeckter Kulisse. Links dieses Mittelschalthebels liegt ein Bremshebel, mit dem eine Bandbremse an der Kardanwelle direkt hinter dem Getriebe betätigt werden kann. Das Band ist mit einer Gewindestange einstellbar. Vom Getriebe wird die Motorkraft durch eine  Antriebswelle mit drei Hardyscheiben an das Differentialgetriebe der federnd aufgehängten Banjo-Hinterachse weitergeleitet.

#### Fahrwerk
Vorder- und Hinterachse sind an halbelliptischen Blattfedern aufgehängt; die hinteren liegen unterhalb der Achse. Die vorderen Federn sind abgeflacht und exzentrisch gelagert, ihre Festlager liegen hinten. Stoßdämpfer sind an beiden Achsen angebracht. Die Vierradbremse wird über Seilzüge bedient. Die Lenkung ist als ‘’Marles’’-Schneckenlenkung ausgebildet.

### Karosserien
Der 20/60 war über die Jahre mit einer Vielzahl unterschiedlicher Karosserien erhältlich. Zahlreiche Aufbauten kamen von dem selbständigen Karosseriehersteller Grosvenor.

### Fahrbericht
Der Motorjournalist der Times berichtete, dass ihm das Auto gefiel, obwohl er meinte, dass das Fahrwerk verbessert werden könnte; die Federn an der Hinterachse waren ihm mit zur zwei Personen im Wagen zu hart. Ansonsten hatte er nichts auszusetzen: Der Motor war ausgewogen und verursachte keinen Lärm, die Bedienelemente waren leichtgängig und unkompliziert und sie funktionierten einwandfrei. Die Vierradbremse hielt er für eine der besten, die er je erlebt hatte, insbesondere angesichts der Tatsache, dass sie ohne Servounterstützung auskam.
Der Limousinenaufbau, so schrieb er, bietet fünf Leuten ausreichend Platz. Die beiden Vordersitze sind einstellbar, der Wagen hat vier Türen und vier Kurbelfenster. Die Anzeigen am Armaturenbrett haben Hintergrundbeleuchtung und sind gut ablesbar angeordnet. Die Batterie sitzt unter dem Fahrzeugboden vor dem Beifahrersitz und das Werkzeug liegt in einem Kasten auf dem Trittbrett. Am Heck des Fahrzeuges befindet sich ein ausreichend dimensioniertes Gepäcknetz. Das Reserverad ist vor der Fahrertür angebracht.

### Galerie

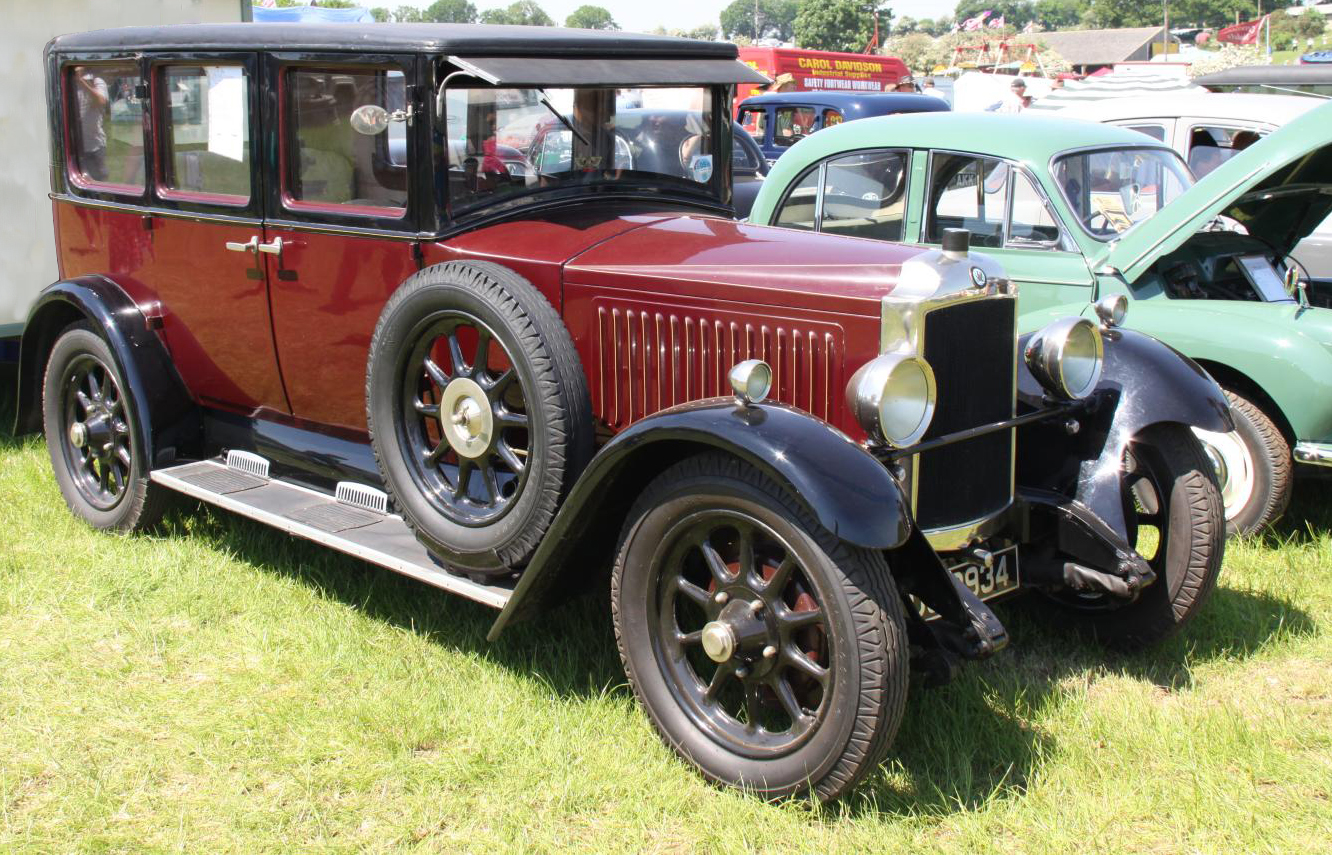
R-Type-Limousine
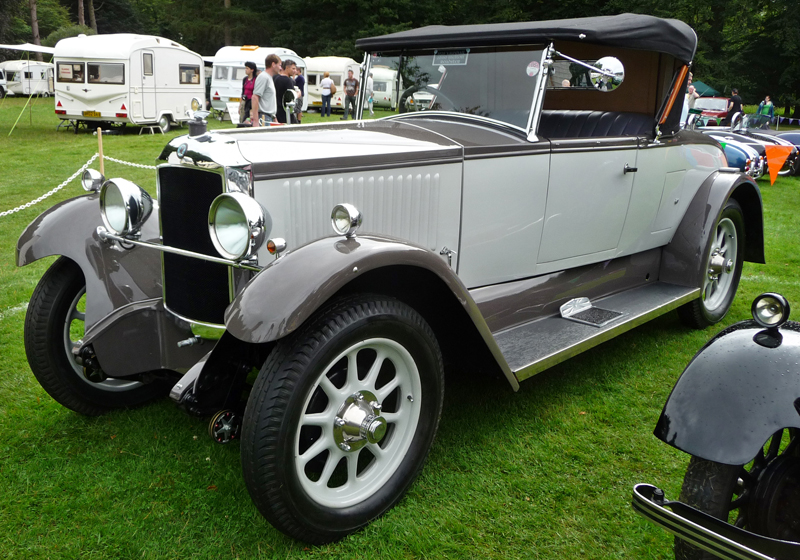
Offener R-Type-Zweisitzer mit Notsitz von Grosvenor (1928)
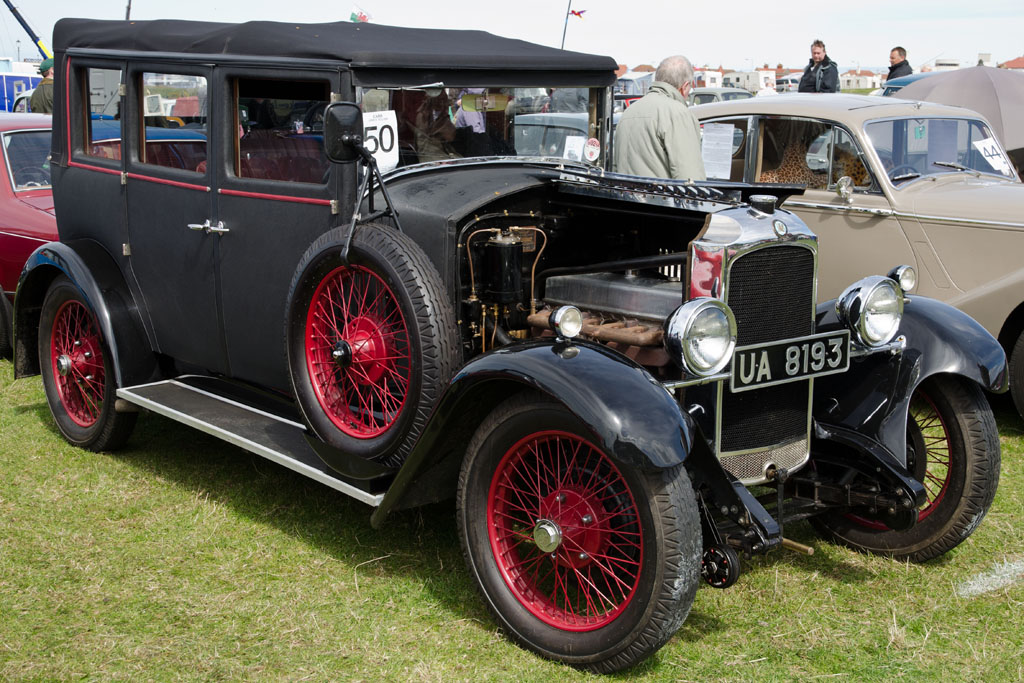
R-Type-Cabriolet (1928)

### Verbesserungen für das Modelljahr 1929
Der Motor wurde von 73 mm auf 75 mm aufgebohrt, was einen Hubraumzuwachs von 465 cm³ auf 2916 cm³ ergab. Zylinderkopf, Ansaugverteiler, Nockenwelle und Auspuffschalldämpfer wurden umkonstruiert. Die Kolben bestanden nun aus Aluminium und die Hauptlager wurden verstärkt, um sie der höheren Motorleistung anzupassen. Die Leistung des neuen T-Type-Motors wurde mit 54 bhp (40 kW) bei 3000/min angegeben. Auch die Lenkung wurde überarbeitet.
Vauxhall stellte in diesem Modelljahr nur dieses eine Modell her. Der luxuriöse Typ 25/70 und der Typ 30/98 waren eingestellt worden.
Die Wagen hatten einen höheren und schmäleren Kühler (50 mm höher); die Oberkante des Kühlers und die der Spritzwand waren fast gleichauf. Auch die Karosserie war schlanker und hatte breitere vordere Kotflügel. Größere, vernickelte Scheinwerfer waren hoch auf einer vernickelten Querstange montiert. Die Motorleistung war um 25 % gestiegen, Beschleunigung, Zwischenspurt und Bremsen waren besser und es gab ein verstärktes Fahrwerk und bessere Federn.

#### Bedienelemente
Die Position der Handbremse und des Schalthebels wurden verändert. Ein neu gestalteter Handbremshebel war rechts vom Fahrer angebracht, ermöglichte aber den Einstieg durch die Fahrertür. Der Schalthebel befand sich nun genau in der Fahrzeugmitte, war flexibel und hatte eine verdeckte Kulisse. Er war sehr kurz, so konnten drei Personen vorne sitzen.

#### Angebotene Aufbauten vom Oktober 1928
- 5-sitziger Princeton-Tourenwagen: £ 495
- Bedford-Limousine: £ 520
- Geschlossene Bedford-Limousine (Innenlenker): £ 545
- Melton-Zweisitzer: £ 525
- Velox-Stofflimousine: £ 555
- Grafton-Coupé-Cabriolet: £ 630
- Kimberley-Limousine: £ 650
- Geschlossene Kimberley-Limousine (Innenlenker): £ 675
- Kimpton-Limousine: £ 675

(Quelle:)

#### Galerie

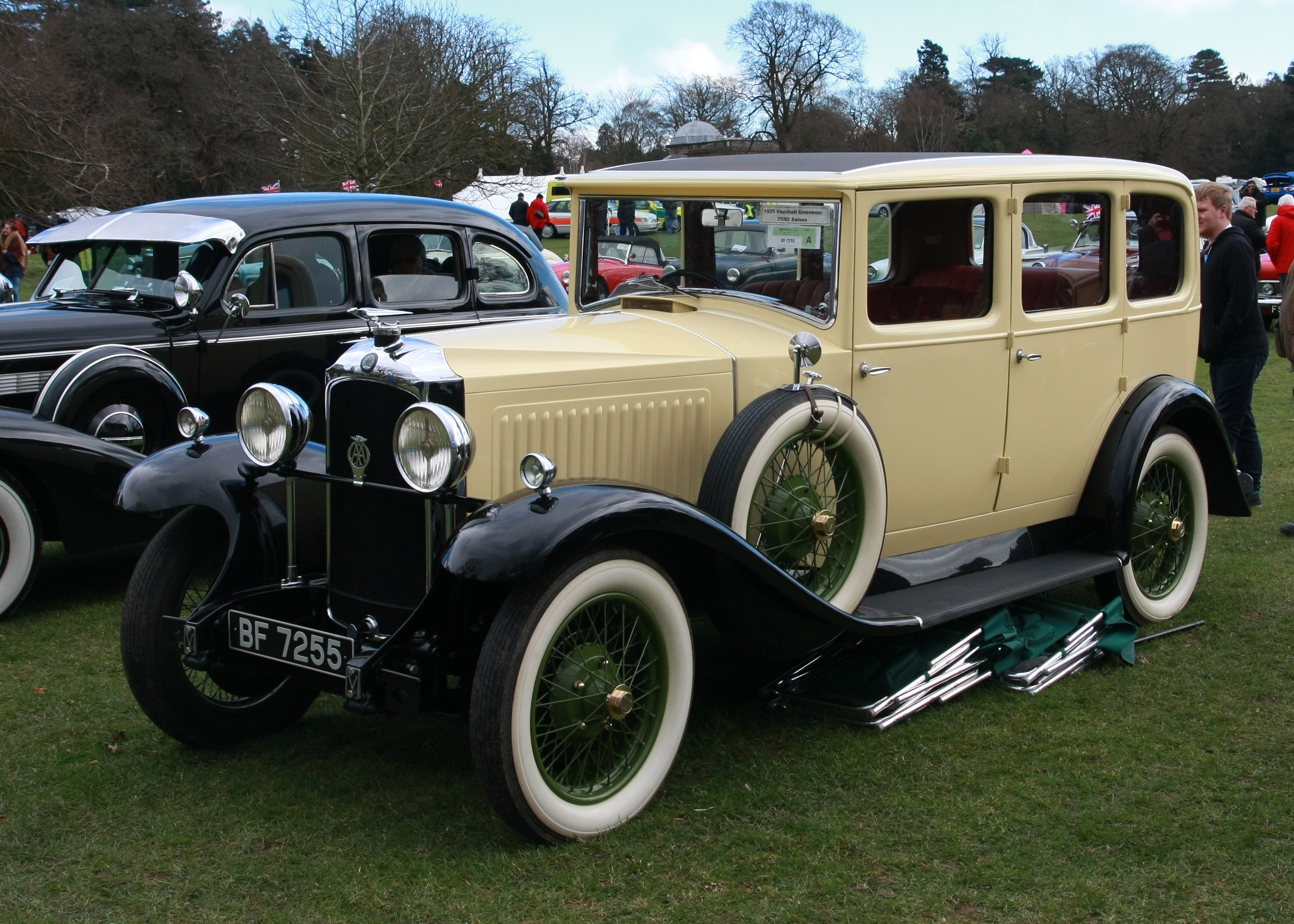
Limousinenaufbau von Grosvenor Carriage Co. (1929)
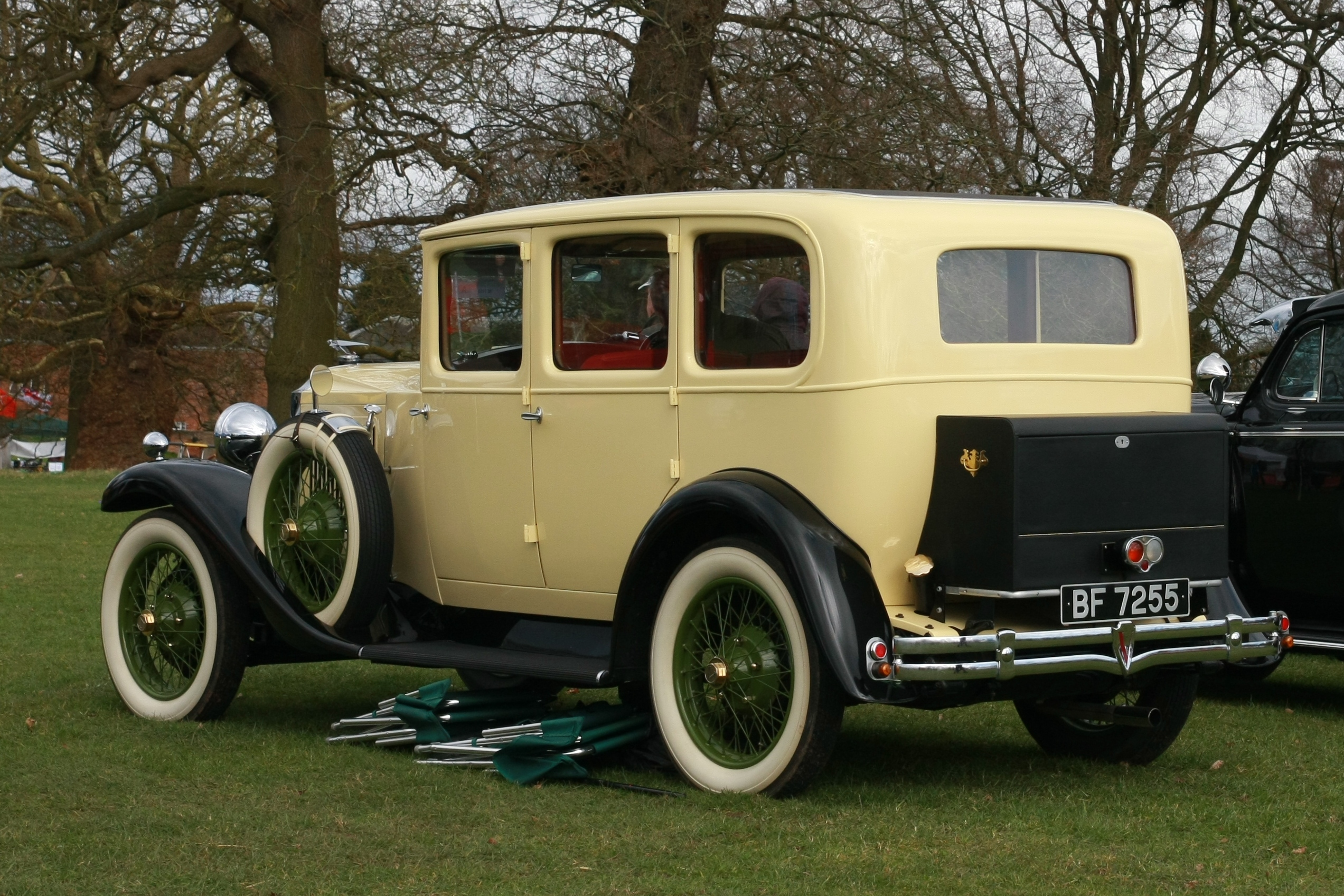
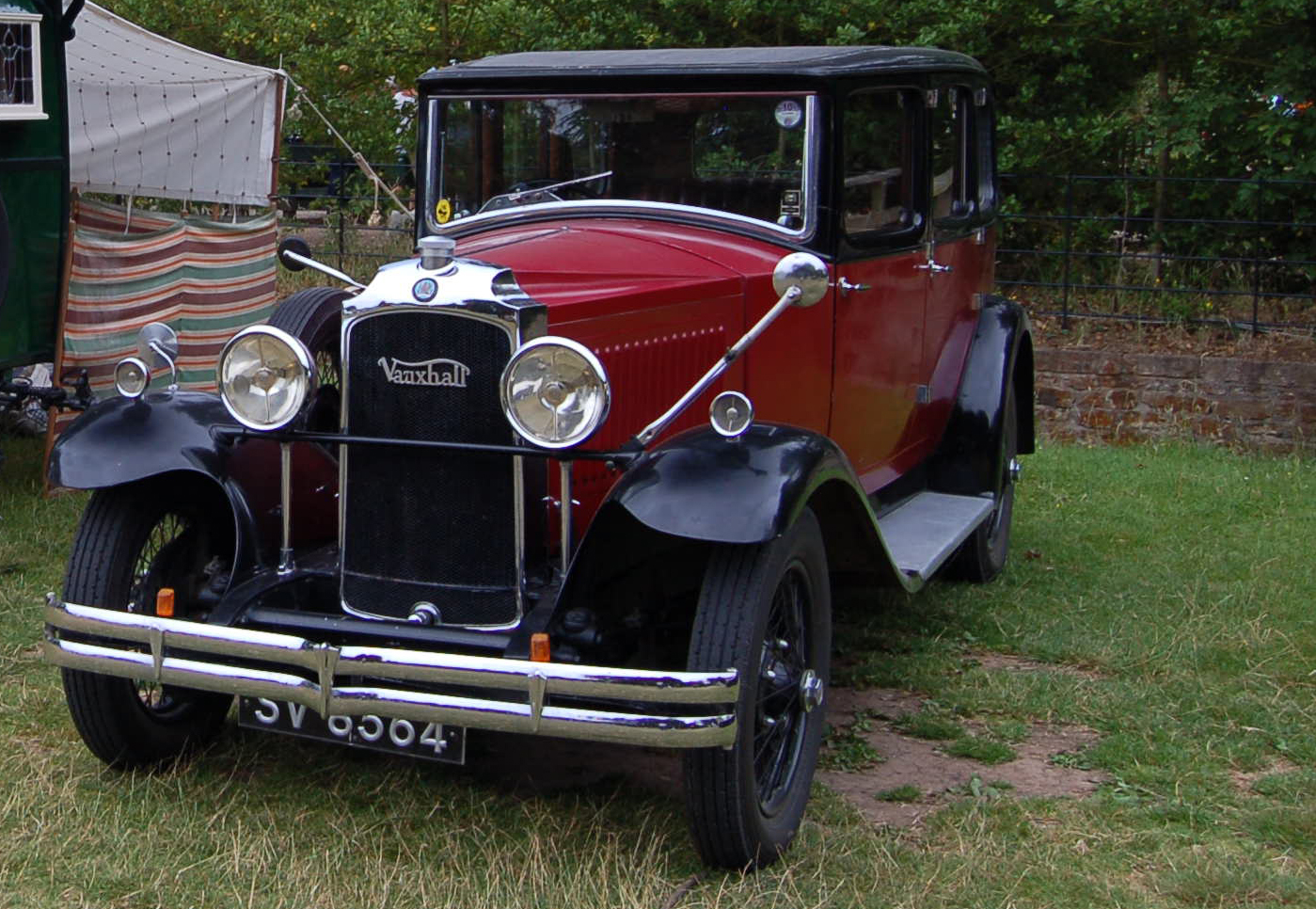
Limousine (1929)

### Verbesserungen für das Modelljahr 1930
Die Kurbelwelle erhielt sieben Hauptlager mit größerer Tragfläche und die Kurbelzapfen waren hohl, um Gewicht zu sparen. Es wurde ein besserer Luftfilter montiert. Eine mechanische Benzinpumpe, die von der Nockenwelle angetrieben wurde, ersetzte den früheren Autovac-Vorlagetank. Der Motor war in Gummi gelagert. Der Auspuffsammler war einteilig und leitete die Auspuffgase am Motor nach hinten. Das Fahrgestell war verstärkt, die Hinterachse hatte längere Federn und hydraulische Stoßdämpfer bekommen. Die Kardanwelle war mit Metallgelenken anstelle der Hardyscheiben ausgestattet, sodass sie sich schneller drehen konnte. Die Scheinwerfer erhielten Zweifadenlampen mit Fernlicht und es gab ein automatisches Rückfahrlicht. Der Lichtschalter lag in der Mitte des Lenkrades. Die vorderen Kotflügel erhielten Stromlinienform.
Der Hurlingham, ein Sportzweisitzer war mit einem Motor mit höherer Verdichtung und einer „kürzeren“ Hinterachse (4,18 : 1 anstatt 4,73 : 1) ausgestattet.

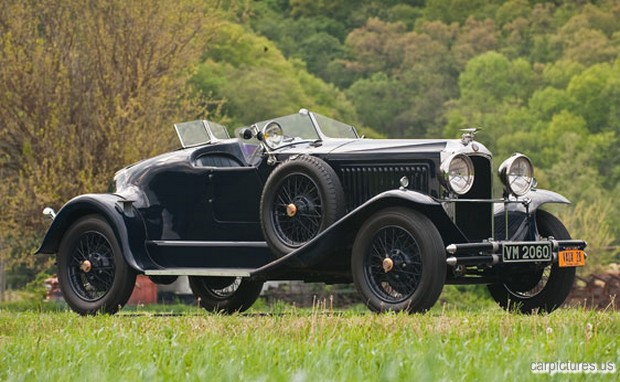
Hurlingham-Zweisitzer (1930)
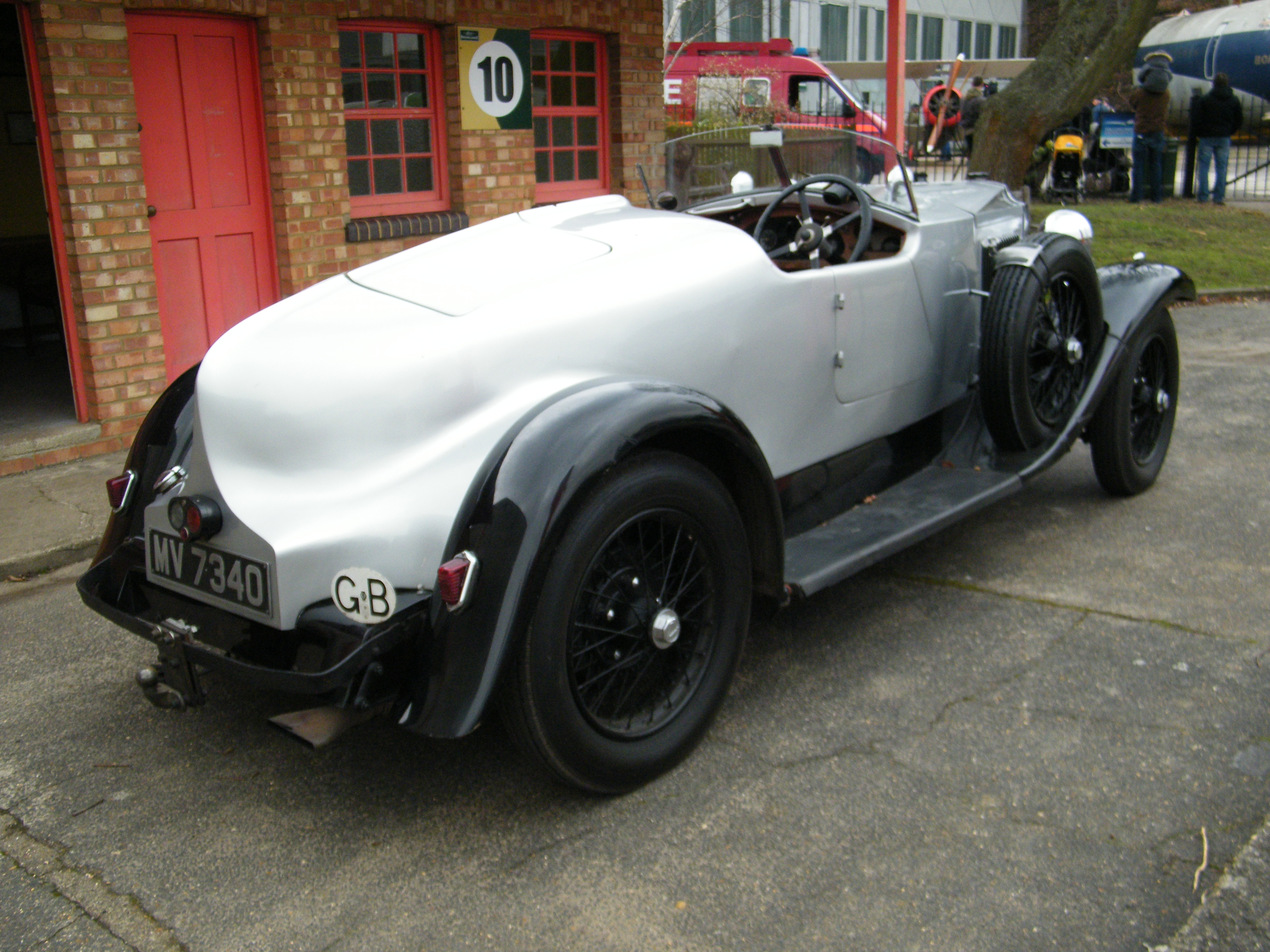
Hurlingham-Zweisitzer (1930)

## Vauxhall 80 und Silent Eighty

### 80
Der Type 80 war für die Eröffnung der Motor Show 1930 am 20. Oktober 1930 angekündigt – vermutlich überstrahlt vom nur zwei Wochen alten Modell Cadet – mit zwei neuen Aufbauten, der Limousine „Richmond“ und der Pullman-Limousine „Westminster“ mit sieben Sitzen. Die neue 3,3-Liter-Maschine hatte etliche Verfeinerungen.

#### Geänderter Motor mit höherer Leistung
Der vergrößerte Sechszylinder, Typ T80, war steuerlich als 23,8 bhp eingestuft. Die Bohrung wurde um 5 mm auf 80 mm vergrößert, sodass der Hubraum auf 3317 cm³ stieg. Die Leistung nahm um 15 % zu und wurde mit 60 bhp (44 kW) bei 3000 Umdrehungen pro Minute angegeben. Der Ventildurchmesser wurde vergrößert und der Ventiltrieb erleichtert. Eine Dreifach-Rollenkette trieb die Nockenwelle an. Die Lichtmaschine war auf die linke Motorseite versetzt worden und wurde jetzt von einem Keilriemen über die Riemenscheibe des Ventilators angetrieben. Die Vierpunktaufhängung des Motors in Gummi wurde verbessert und der Anlasser wurde wegen des Widerstands durch die höhere Verdichtung des Motors verstärkt.
Die gesamte Kraftübertragung war ebenfalls verstärkt worden. An den Bremsen gab es kleinere Veränderungen.

#### Angebotene Aufbauten (Oktober 1930)
- Richmond-Limousine: £ 495, früher £ 540, Schiebedach: £ 10 Aufpreis.
- Kingston-Sportcoupé: £ 535, früher £ 595.
- Grafton-Coupé: £ 575, früher £ 660.
- Grosvenor-Pullman-Limousine, 7 Sitze: £ 650, früher £ 695, als Westminster.
- Ab Anfang 1931: Velox-Stofflimousine: £ 495.[15]
- Westminster-Pullman-Limousine, 7 Sitze (zusätzlich zum Grosvenor): £ 695.[16]

#### Fahrbericht
„Der Motor war ausnehmend angenehm, ruhig, gut ausgewogen bei allen Geschwindigkeiten, flexibel mit schöner Beschleunigung (...) die unteren Gänge könnten leiser sein (...)“, schrieb der Motorjournalist der Times, „die Vierradbremse war jenseits jeder Vorstellung (...) Der Wagen fährt weich, die Lenkung ist sogar sehr leichtgängig.“

### Silent Eighty
Am 14. Oktober 1931 kündigte Vauxhall sein neues Modell Silent Eighty mit ruhigerem Motor, synchronisiertem dritten Gang und ruhigerem Getriebe an. Die Karosserien waren nun auf Gummiblocks gelagert, der Kühler erhielt einen verchromten Rahmen, die größeren Radträger hatten verchromte Achskappen und es gab neue Aufbauten.

#### Angebotene Aufbauten (Oktober 1931)
- Richmond-Limousine: £ 485, früher £ 515, Schiebedach serienmäßig.
- Kingston-Coupé: £ 495, früher £ 541.
- Teilverkleidete Velox-Limousine: £ 535.
- Kimberley-Limousine: £ 595
- Newmarket-Limousine, 7 Sitze: £ 685
- Grosvenor-Pullman-Limousine, 7 Sitze: £ 695, Schiebedach: £ 310 Aufpreis.[17]

#### Fahrbericht
Der früherer Korrespondent der Times, lange ein enthusiastischer Befürworter des Modells 30/98, kommentierte: „Die Limousine ist nicht besonders schnell (...), aber erreicht eine Höchstgeschwindigkeit von 70 mph (112 km/h) (...) die untern Gänge sind üblicherweise frei von Summgeräuschen und der 'ruhige dritte' ist wirklich ruhig.“ Weiterhin wiederholte er seine Komplimente vom Februar 1931.